# Ralf-Peter Hemmann
Ralf-Peter Hemmann, né le 8 décembre 1958 à Dresde, est un gymnaste artistique est-allemand.

## Carrière
Ralf-Peter Hemmann est médaillé de bronze par équipes aux Championnats du monde de gymnastique artistique 1978 à Strasbourg. 
Il dispute ensuite les Jeux olympiques d'été de 1980 à Moscou, remportant la médaille d'argent du concours par équipes et terminant quatrième de la finale du saut de cheval.
Il est également médaillé d'or au saut de cheval aux Championnats du monde de gymnastique artistique 1981 à Moscou.